# گندم آلمانی

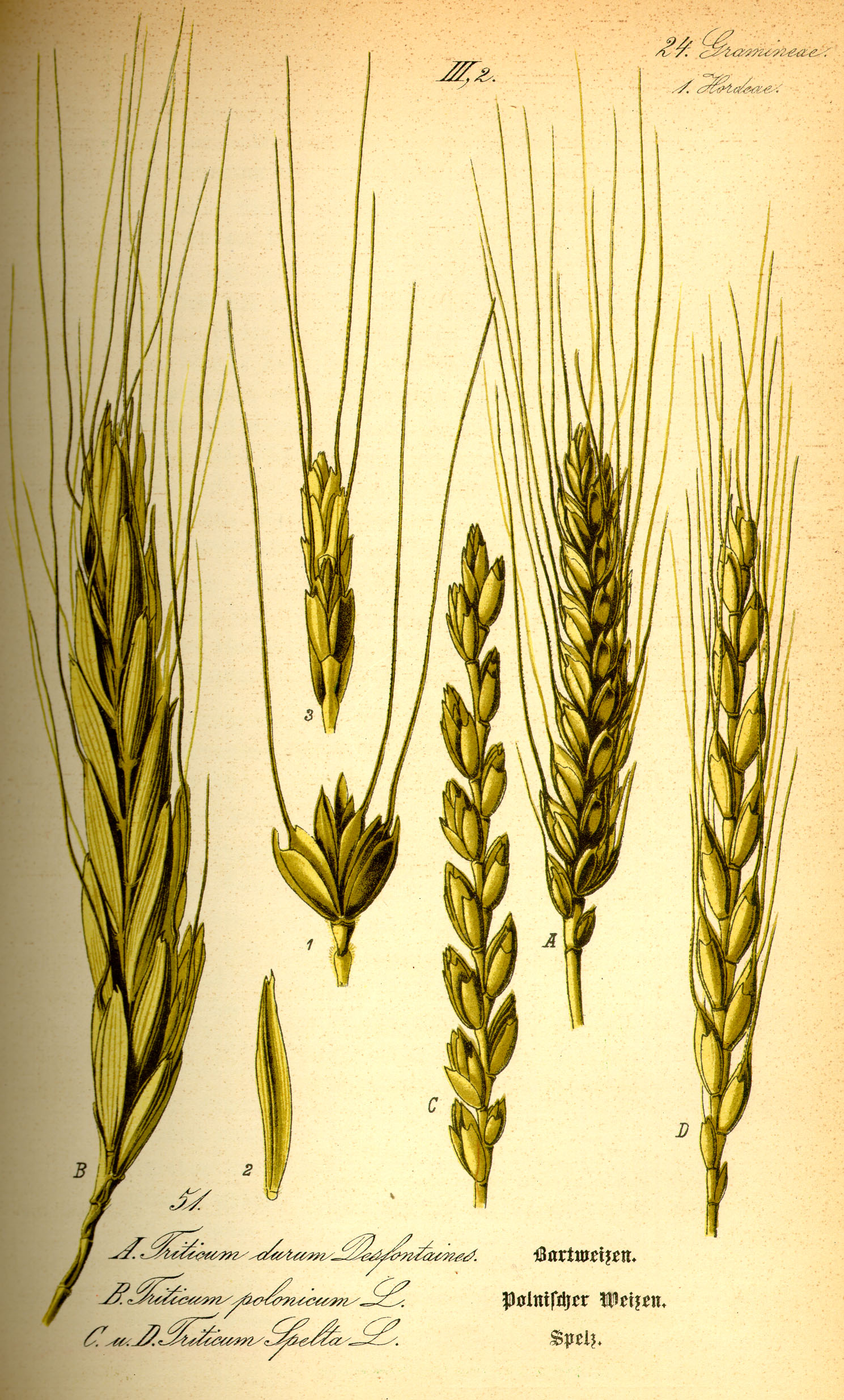
نگاره‌ای قدیمی دربارهٔ شکل گندم شهرکردی (حنطه).

عَلَس یا به فارسی حنطه که به آن گندم رومی و گندم شهرکردی نیز گفته میشود یک پلی‌پلوئید از گونه گندم است. حنطه مثل گندم است و خوراک مردمان صنعا در یمن، اروپای مرکزی و شمال اسپانیا به عنوان غذای سالم استفاده می‌شود. حنطه جزو مهمی در اروپا از عصر برنز تا قرون وسطی نیز بوده‌ است. حنطه گاهی به عنوان زیرگونه گونه‌ای نزدیکی به نام گندم معمولی شناخته می‌شود.